# The Harvest of Flame
The Harvest of Flame è un cortometraggio muto del 1913 diretto da Wallace Reid e (non accreditato) Marshall Neilan. Prodotto dalla Rex Motion Picture Company, fu distribuito dalla Universal Film Manufacturing Company e uscì in sala il 21 agosto 1913.